# Vredegoed
Vredegoed is een monumentale boerderij in het Nederlandse dorp Tienhoven, gemeente Stichtse Vecht.
De langhuisboerderij met voorhuis is in 1906 gebouwd naar ontwerp van W. van Vreeswijk om een melkveebedrijf annex kaasmakerij te huisvesten. Op het erf staan tevens nog uit die tijd een wagenschuur en ijzeren toegangshek. In het gehele ontwerp zijn jugendstilelementen toegepast. Al deze delen zijn gewaardeerd als rijksmonument.
Het Streekmuseum Vredegoed is hier tevens gevestigd. Het biedt via lokale voorwerpen een overzicht van onder meer het wonen en werken omstreeks 1900 in Tienhoven en omgeving.

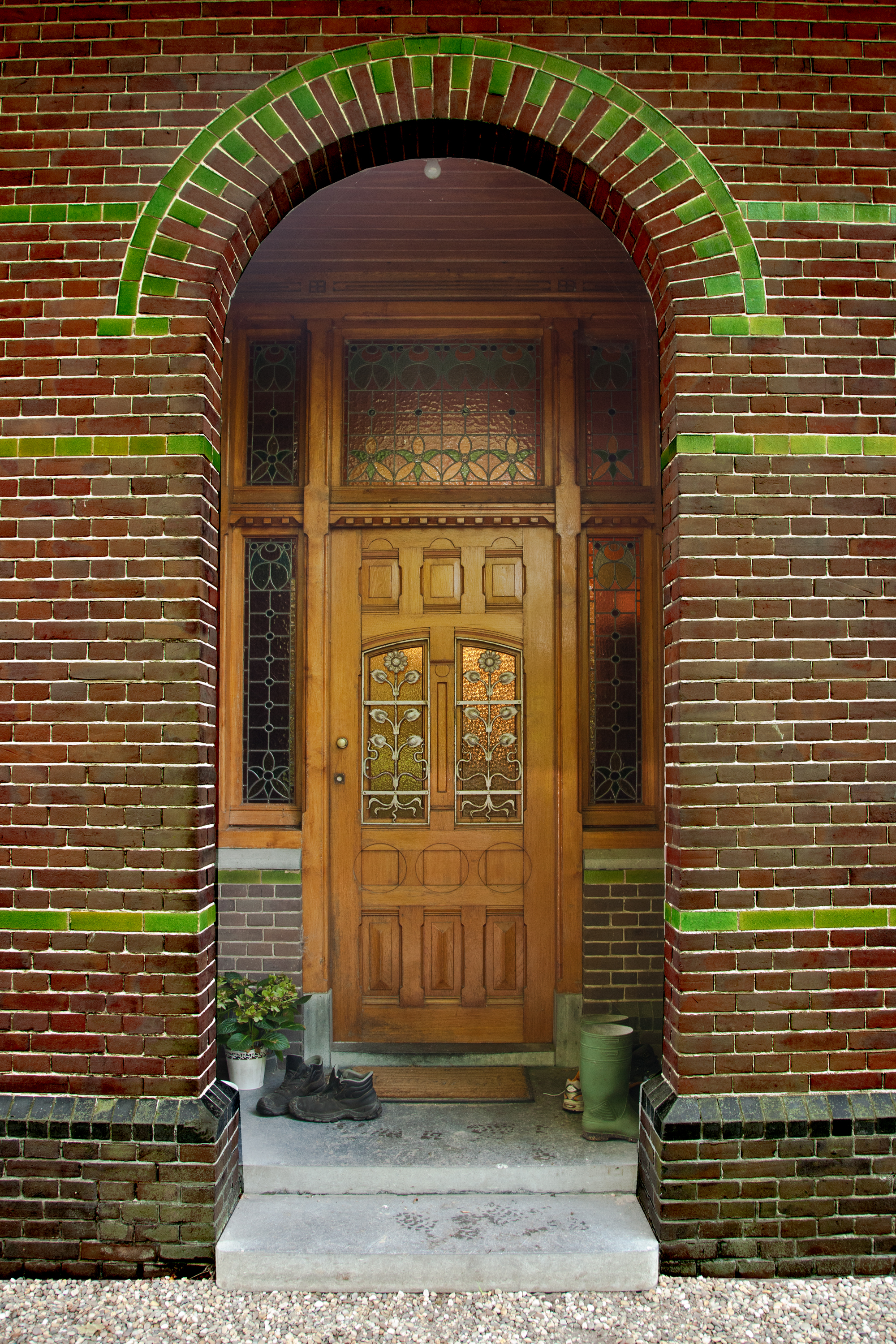
Portiek van de boerderij
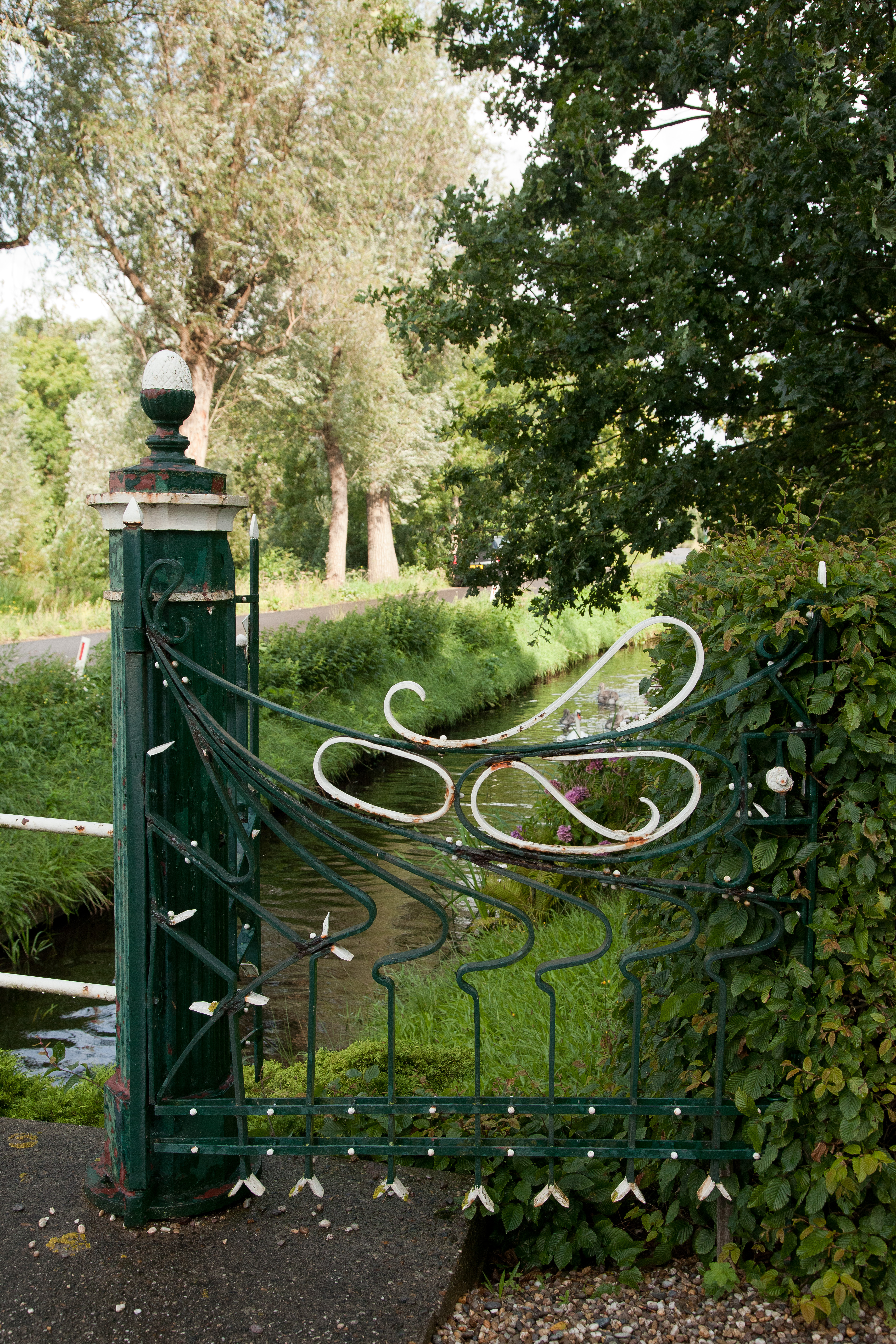
Deel van het toegangshek
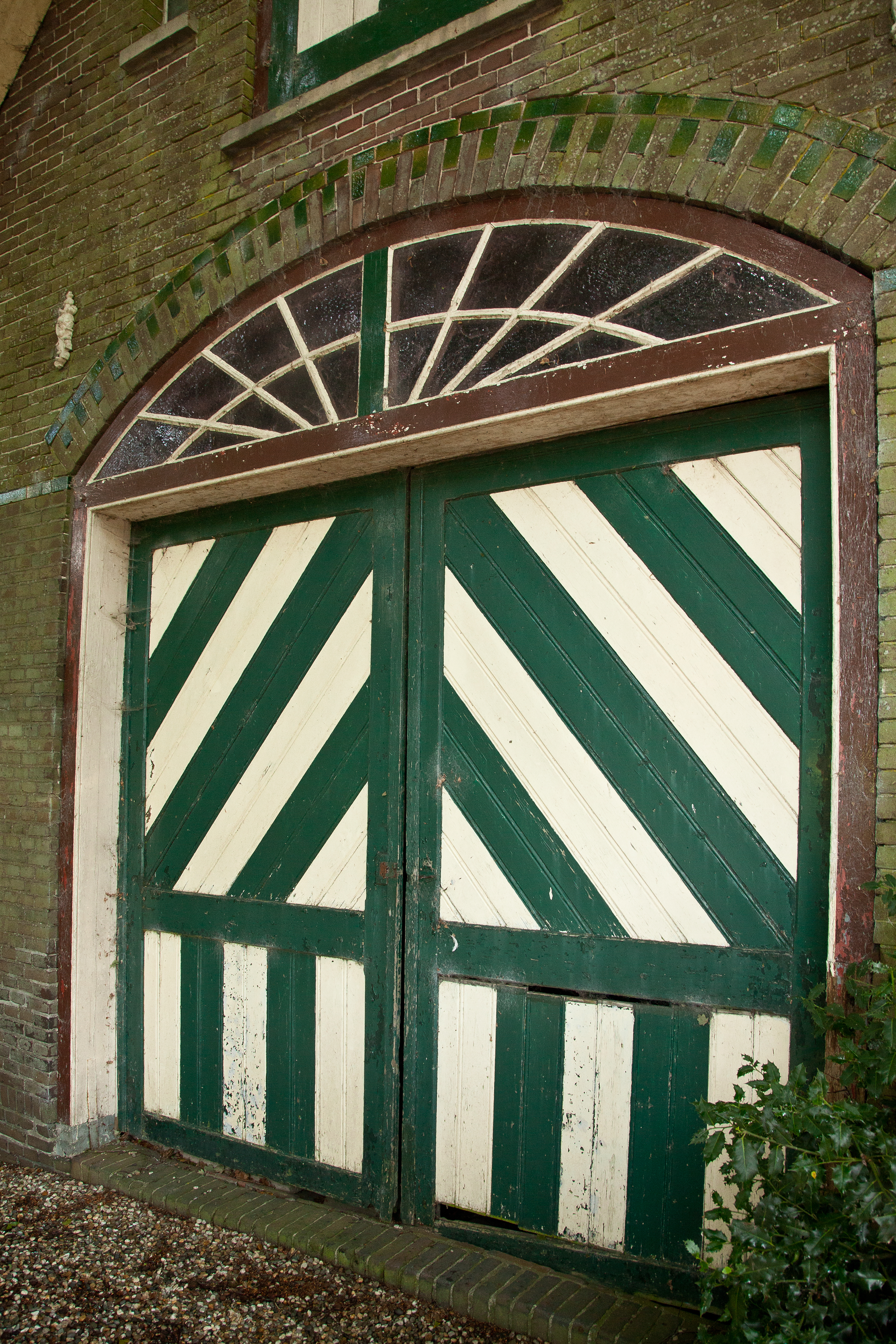
Poort van de wagenschuur